# یک کارناوال کثیف
یک کارناوال کثیف (انگلیسی: A Dirty Carnival; کره‌ای: 비열한 거리) یک فیلم نئو-نوآر اکشن سال ۲۰۰۶ کره جنوبی به کارگردانی یو ها است. این فیلم در ۱۵ ژوئن ۲۰۰۶ منتشر شد.

## بازیگران
- جو این سونگ در نقش کیم بیونگ دو
- نام گونگ مین در نقش مین هو
- چون هو جین در نقش رئیس هوانگ
- لی بو یونگ در نقش هیون جو
- جین گو در نقش جونگ سو
- یون جه مون در نقش سانگ چول